# یوزف اسخوترس
یوزف اسخوترس (انگلیسی: Jozef Schoeters; زاده ۱۲ مهٔ ۱۹۴۷ – درگذشته ۱ مهٔ ۱۹۹۸) دوچرخه‌سوار اهل بلژیک بود.